# Лютеранская церковь (Бистрица)

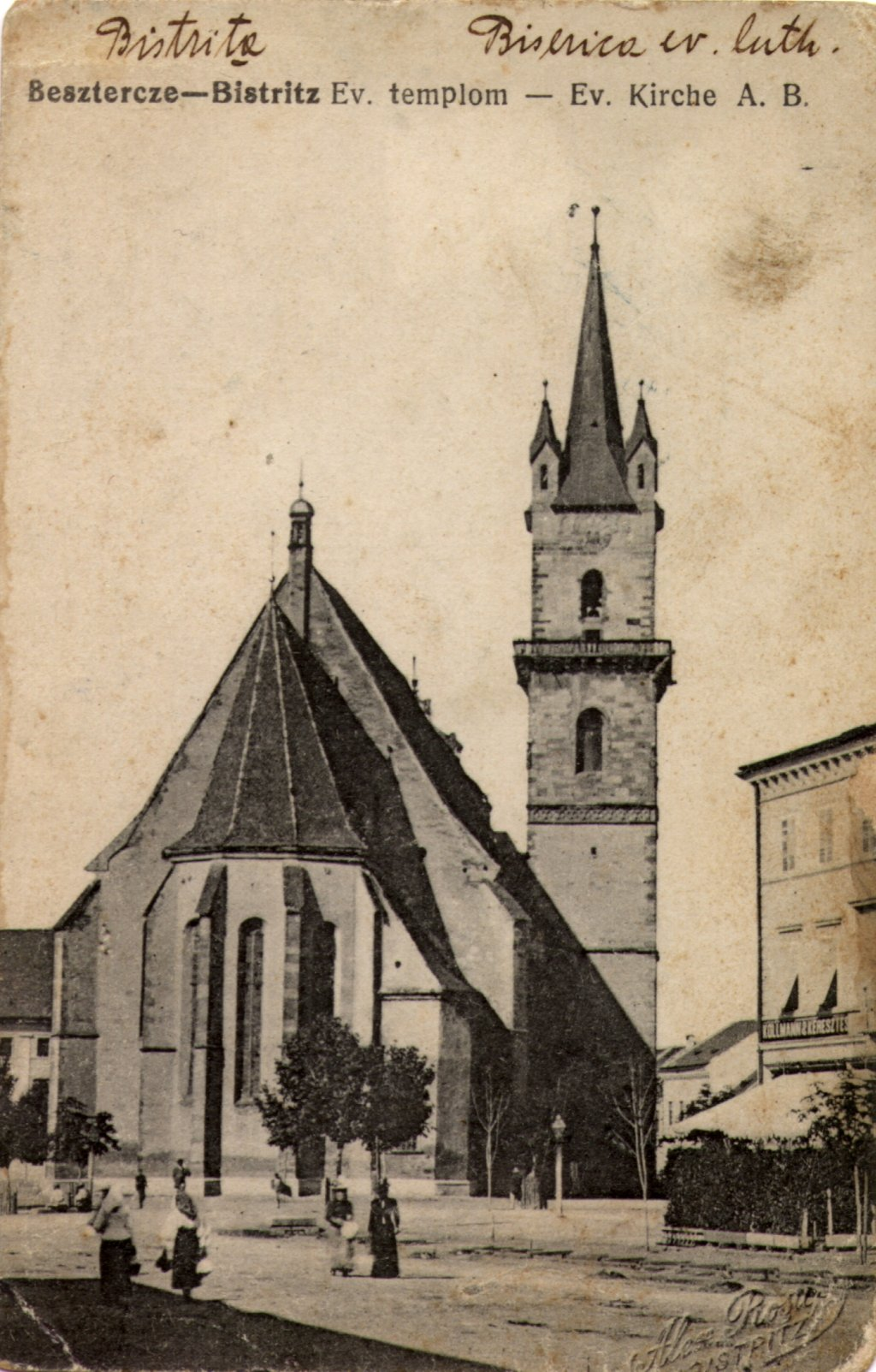

Лютеранская церковь города Бистрица, Румыния (рум. Biserica Evanghelică din Bistriţa) — здание, построенное в Средние века в готическом стиле. Одна из главных достопримечательностей города.

## Описание
Современное здание было построено на фундаменте ранее существовавшей на данном месте романской базилики. Инициатива реконструкции здания исходила от королевы Елизаветы, матери императора Сигизмунда Люксембургского, которая подвигла граждан решить вопрос о начале перестройки старого здания. Строительство новой церкви началось во второй половине XIV века и привело к радикальным изменениям в архитектуре прежней романской базилики.
На втором этапе церковь была перестроена в готическую базилику: нефы были разделены восьмигранными колоннами, имевшими в верхней части цилиндрическую форму. В церкви и на кладбище, окружавшем здание, было построено несколько часовен и алтарей, например алтарь апостолов Петра и Павла был сооружён в 1499 году. Третий этап строительства начинался в 1475 году и завершился в 1520 году. В это время внутреннее пространство церкви окончательно было перестроено в готическом стиле.
В сохранившихся в старой ратуше документах говорится, что планы реконструкции башни датируются 1487 годом. Ранее здание имело две башни, однако вторая была разобрана, что облегчило реконструкцию этой части здания. В оставшейся башне были сохранены окна старого фасада X века. С самого начала башня использовалась для наблюдений за городом — главным образом за возникавшими пожарами.
Башня была построена в несколько этапов: в 1487 году её уровень был доведён до середины второго этажа, в 1509 году — третий этаж, 1513 год — четвёртый этаж. Пятый этаж планировалось закончить в 1519 году, однако работы были закончены только в 1544 году. В 1521 году на башне были установлены часы, лимб которых был позолочен в 1570 году. Параллельно с работой над башней проводился текущий ремонт и реконструкция остальной части церкви, в результате нефы здания были укреплены и дополнены порталами на северной и южной стене.
Для завершения строительства церкви 17 января 1560 года был заключён договор между городским советом и архитектором Петрусом Италусом, уроженцем Лугано, на сумму в 3000 флоринов. Работы завершились в 1563 году, о чём свидетельствует надпись на западном портале здания.
За последующие годы церковь неоднократно реставрировалась, особенно после пожара 1857 года, когда огнём были уничтожены крыша башни и часы. будут восстановлены этаже неоготическом стиле. Последняя реконструкция памятника была разработана в 1926 году по планам архитектора Германа Флепса из Данцига. Тогда церковь была выкрашена в цвет, который имеет в настоящее время, в здание проведено электрическое освещение. Очередной ремонт 2008 года закончился серьёзным пожаром.

## Пожар 2008 года

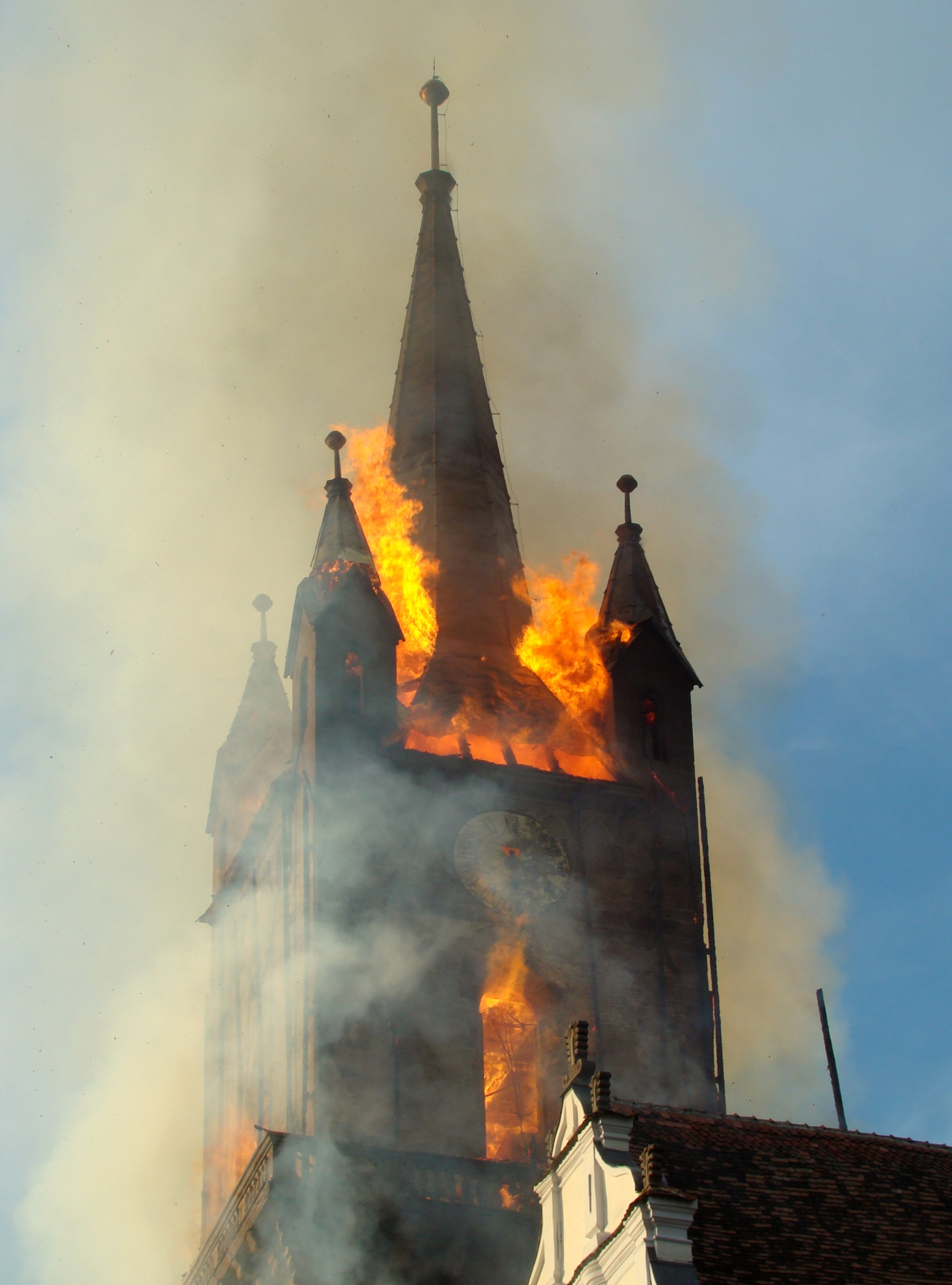

11 июня 2008 года в 19.00 по местному времени возник пожар на церковной башне. К этому времени башенные часы были уже остановлены и их механизм извлечён для ремонта. Сама же башня находилась в лесах из легковоспламеняющейся пихтовой древесины. Менее, чем за полчаса крыша башни и три башенки по углам были уничтожены огнём. Ущерб зданию оценивается примерно в миллион евро.
По словам главного комиссара Сидора Бодеску, начальника полиции Бистрицы, виновными в пожаре являются три подростка в возрасте от 12 до 15 лет, которые занимались сбором металлолома. Однако так как виновники являются несовершеннолетними, ответственность будут нести их родители.
Евангелический приход, являющийся владельцем здания, нанял фирму, которая специализируется на реставрации памятников. Восстановить здание предполагается как можно скорее.